# 特命戦隊ゴーバスターズ THE MOVIE 東京エネタワーを守れ!
『特命戦隊ゴーバスターズ THE MOVIE 東京エネタワーを守れ!』（とくめいせんたいゴーバスターズ ザ ムービー とうきょうエネタワーをまもれ）は、2012年8月4日より東映系で公開の特撮テレビドラマスーパー戦隊シリーズの『特命戦隊ゴーバスターズ』の劇場用作品。同時上映は『仮面ライダーフォーゼ THE MOVIE みんなで宇宙キターッ!』。

## 概要
『夏の2大ヒーロー祭』と題した、特命戦隊ゴーバスターズ単独の劇場作品。本作品ではシリーズで初めて東京タワー全面協力のもと撮影が行われており、イメージキャラクターのノッポンもゲスト出演している。ゲストとしてタレントの辻希美が、本作品のオリジナルキャラクター・エネたんの声役で出演する。ロボ戦はテレビシリーズに引き続きオープンセットでの撮影となっている。
舞台として東京タワーが選ばれたのは、よく知られている場所でヒーローを戦わせることでリアルな世界観、臨場感を強調しようとしたためであり、当初は東京スカイツリーを舞台にする案もあったという。
アクション監督の福沢博文は、ロボ戦の前に等身大の立ち回りを盛り上げてしまうとロボ戦が区切られてしまうとの考えから、冒頭部のアクションに最も注力している。
全国304スクリーンで公開され、2012年8月4、5日の初日2日間で興収2億5,417万2,750円、動員21万7,655人になり映画観客動員ランキング（興行通信社調べ）で初登場第1位となった。
2020年11月1日、第33回東京国際映画祭にて『特命戦隊ゴーバスターズ THE MOVIE 東京エネタワーを守れ！』、『帰ってきた特命戦隊ゴーバスターズVS動物戦隊ゴーバスターズ』を上映。トークイベントも行われた。

## ストーリー
ゴーバスターズの宿敵・ヴァグラスのエンターが新たなメタロイド・スチームロイドを誕生させた。「錆びる」メタウイルスをインストールされたスチームロイドが発する蒸気はバディロイドのメタルボディをも錆びさせてしまい、バスターマシンが出撃不能に陥ってしまう。
エンターはゴーバスターズのピンチをチャンスと捉え、東京エネタワーに大量のエネトロンを集積させ一気に亜空間へ転送させようと企む。これが実現すればヴァグラスの現実世界侵攻は一気に進むどころか、周囲の人々が転送の犠牲になってしまう。しかしマシンが動かない状態のゴーバスターズは対抗手段もおぼつかない。そんな中、出動できるマシンが一機だけ残されていた。
果たしてゴーバスターズは究極の“特命”を完遂できるのか。

## 登場人物

### 本作品オリジナルキャラクター
エネたん
初期型のカエル型の小型バディロイド。OSフロッグプログラムを搭載する。性別は他の4体と違い、♀（メス）。
長らく待機状態にあったが、現在稼働中のバスターマシンがヴァグラスによって全機使用不能に陥ったため、前線に急遽投入されることとなった。FS-0O（潜水艦）に接続され、ゴーバスターズをサポートする。不用意に触れられることを嫌がり、気が強い。

スチームロイド
本作品オリジナルのメタロイド。工場のパイプおよび工場全体にメタウイルス「錆びる」がインストールされて誕生する。
気性の荒い性格で、｢仕事｣を重要視している。そのため、｢仕事道具｣である煙突を破壊された時は激怒している。
煙突部分から噴射する特殊なスチームはバディロイドやメガゾード、バスターマシンのボディに使われる特殊金属を錆びつかせてしまう。反面、動作には大量の水を必要とする。また煙突部分を塞がれることで壊れてしまう。このメタロイドを基にしたメガゾードは登場しない。
- デザインは篠原保が担当した。煙を吐くというコンセプトから工場がモチーフに選ばれ、ベルトコンベアや配管などの工場にありそうなものでまとめている。曲線を主体としたメガゾードεとの対比で直線的な面構成のデザインとなっている。

## 本作品オリジナルメカニック
バスターマシン FS-0O フロッグ
本作品初登場のバスターマシン。陣が開発した初期型バスターマシン。コクピットにはカエルの脚のような形をした2本の操縦レバーがある。2機の高回転スクリューにより水中潜行が可能。ゴーバスターケロオーへの合体が可能。武装はオタマミサイル。「FS」は「フロッグ」と「サブマリン」である。内部には、コクピットだけでなく簡易居住スペースも備える。
テレビシリーズにはMission44で登場し、『特命戦隊ゴーバスターズVS海賊戦隊ゴーカイジャー THE MOVIE』にも登場した。
バスタービークル FS-0Oフロッグ
水中潜行が可能な潜水艦型のビークル形態。
バスターアニマル FS-0Oフロッグ
カエル型の動物形態。跳躍力に優れる。口内に装備したシタベロパンチを武器とする。

ゴーバスターケロオー
CB-01チーター、GT-02ゴリラ、FS-0Oフロッグの3機が特命合体したメガゾード形態。水中・水上戦を得意とする。専用のグリップパーツを使用してスタッグビートルに牽引されることにより水上スキーのような航行も可能。武装は両腕のエネたんスクリューと、左腕部分に装填されたオタマミサイルで、ゴーバスターケロオー形態でのミサイルはおたまじゃくしからカエル形態に変形する。フロッグ同様、テレビシリーズのMission44にも登場した。

メガゾードε（）
劇場版初登場の新型の素体メガゾード。有人操縦型で、エンター自らが乗り込んで操縦する。
全体的にスリムなボディに、肩から背中にかけて生える六枚のブレード状のウイングと大きく突き出した膝が特徴で、頭部には二本の角が伸びる一つ目のドクロのような顔を持つ。カラーも赤を基調としている。
単体での高速飛行能力を持ち、右腕には強力なレールガンが搭載されている。テレビシリーズでのメガゾードとは異なり、メタロイドのデータをダウンロードする必要はない。
東京エネタワー転送達成のためにαからδまでの4体と共に出撃し、機動力でゴーバスターエースおよびゴーバスターケロオーを翻弄するが、最後はゴーバスターエースに撃破される。
後にテレビシリーズでも登場している。
- デザインは篠原保が担当した。デザインイメージは破壊や恐怖の象徴である悪魔。初のヴァグラス純製メガゾードであるため、ストレートに創造する者のイメージが直接反映されているというコンセプトでデザインされた。飛行能力を蝙蝠の羽のようにして表現している。

## 設定・用語
東京エネタワー
各エリアとエネトロンタンクを繋ぐシステムを管理する役割を果たしている東京地区のシンボル。エンターによって展望台と展望台の間に転送装置を設置され、周囲から大量のエネトロンを強制的に収集して蓄積し、タワーをアンテナにして転送エネルギーを放出し、街ごと亜空間に転送される装置に利用される。

## スタッフ
- 原作 - 八手三郎
- 脚本 - 小林靖子
- 音楽 - 大橋恵
- 製作 - 鈴木武幸（東映）、平城隆司（テレビ朝日）、高木勝裕（東映アニメーション）
- 企画 - 白倉伸一郎（東映）、桑田潔（テレビ朝日）、日達長夫（東映ビデオ）、和田修治（アサツー ディ・ケイ）、松田英史（東映エージエンジー）、古澤圭亮（バンダイ）
- エグゼクティブプロデューサー - 杉山登（テレビ朝日）、加藤和夫（東映ビデオ）
- 撮影 - 松村文雄
- 照明 - 本田純一
- 美術 - 大谷和正
- 録音 - 工藤新一郎
- 編集 - 佐藤連
- 整音 - 小林喬
- 助監督 - 荒川史絵
- スクリプター - 渋谷康子
- 制作担当 - 東正信
- AP - 望月卓
- ラインプロデューサー - 道木広志
- プロデュース - 武部直美（東映）、佐々木基（テレビ朝日）、矢田晃一、深田明宏（東映エージエンジー）
- アクション監督 - 福沢博文
- 特撮監督 - 佛田洋
- 劇場版「フォーゼ・ゴーバスターズ」製作委員会（東映、テレビ朝日、東映アニメーション、東映ビデオ、アサツー ディ・ケイ、東映エージエンシー、バンダイ）
- 監督 - 柴﨑貴行
- 配給 - 東映

## キャスト
- 桜田ヒロム / レッドバスター - 鈴木勝大
- 岩崎リュウジ / ブルーバスター - 馬場良馬
- 宇佐見ヨーコ / イエローバスター - 小宮有紗
- 陣マサト / ビートバスター - 松本寛也
- エンター - 陳内将
- 仲村ミホ - 西平風香
- 森下トオル - 髙橋直人
- ノッポン兄
- ノッポン弟
- 黒木タケシ - 榊英雄

### 声の出演
- チダ・ニック - 藤原啓治
- ゴリサキ・バナナ - 玄田哲章
- ウサダ・レタス - 鈴木達央
- ビート・J・スタッグ / スタッグバスター - 中村悠一
- ナレーション - 宗方脩
- スチームロイド - 楠大典
- エネたん - 辻希美

## 音楽
主題歌「キズナ〜ゴーバスターズ!（2012 Summer MOVIE UNIT）」
作詞：藤林聖子 / 作曲・編曲：大石憲一郎（Project.R） / 歌/CV：鈴木勝大&藤原啓治、馬場良馬&玄田哲章、小宮有紗&鈴木達央
テレビシリーズのMission26、27でもEDとして使われたが、本作品と異なり歌は謎の新ユニットSTA☆MENが担当している。
挿入歌「バスターズ レディゴー!」
作詞：藤林聖子 / 作曲・編曲：大石憲一郎（Project.R） / 歌：高橋秀幸

## 映像ソフト化
- 特命戦隊ゴーバスターズ THE MOVIE 東京エネタワーを守れ! 特命レポート（DVD1枚組、2012年7月21日発売）
  - 本作品のメイキングDVD。
- 特命戦隊ゴーバスターズ THE MOVIE 東京エネタワーを守れ! 劇場公開版（1枚組、2012年12月7日発売、Blu-rayとDVDでのリリース）
  - 本編：劇場公開版本編を収録
  - 映像特典
    - 特報・劇場予告編
    - ノンスーパーED 劇場公開ver.
- 特命戦隊ゴーバスターズ THE MOVIE 東京エネタワーを守れ! コンプリートパック（2枚組、2012年12月7日発売、Blu-rayとDVDでのリリース）
  - ディスク1：本編ディスク（劇場公開版と同様）
  - ディスク2：DC版ディスク（Blu-ray版はBlu-ray、DVD版はDVDで収録）
    - 本編：劇場公開版に未公開シーンを追加した「ディレクターズカット版本編」を収録。なお、スーパー戦隊シリーズ劇場版のディレクターズカット版は本作品が初となる。
    - 映像特典
      - 製作発表記者会見
      - 完成披露試写会前会見
      - 完成披露試写会舞台挨拶
      - 公開2日目舞台挨拶
      - ノンスーパーED DCver.
      - PR集
      - バスターズファイル
      - バスターズギャラリー
      - ポスタービジュアル

    - 音声特典
      - オーディオコメンタリー（監督：柴﨑貴行×プロデューサー：武部直美×脚本：小林靖子）

  - 初回限定特典
    - 復刻台本
    - ロケ地マップ
    - 特製アウターケース